# Acaya
Acaya is een plaats (frazione) in de Italiaanse gemeente Vernole.

## Impressie

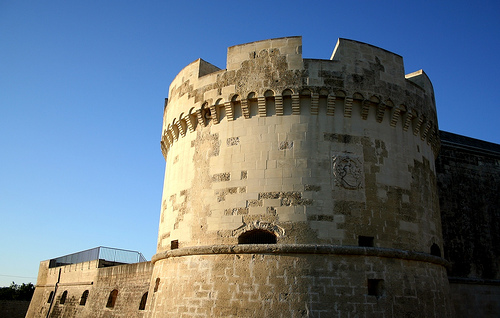
Burcht van Acaya
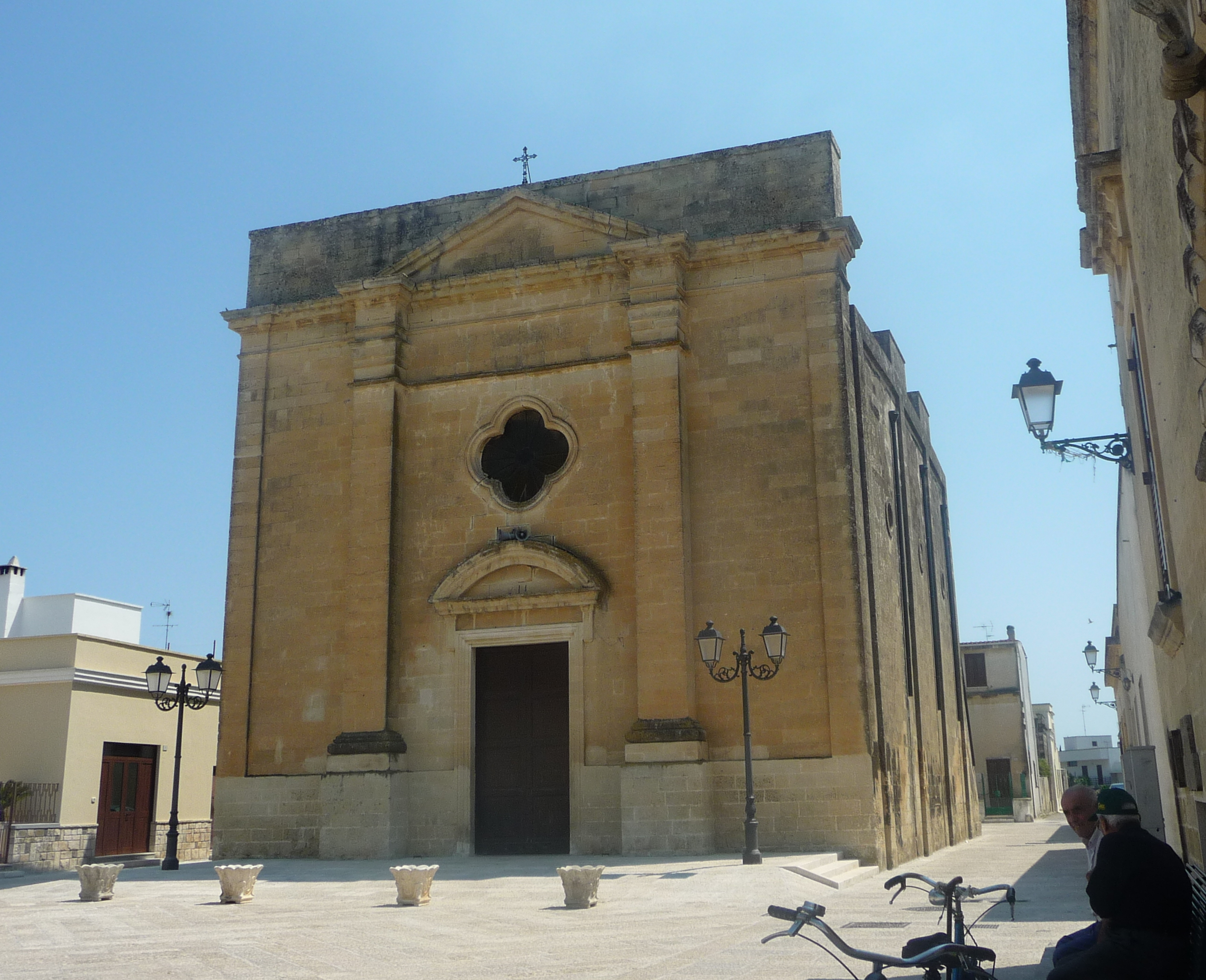
S.Maria della neve
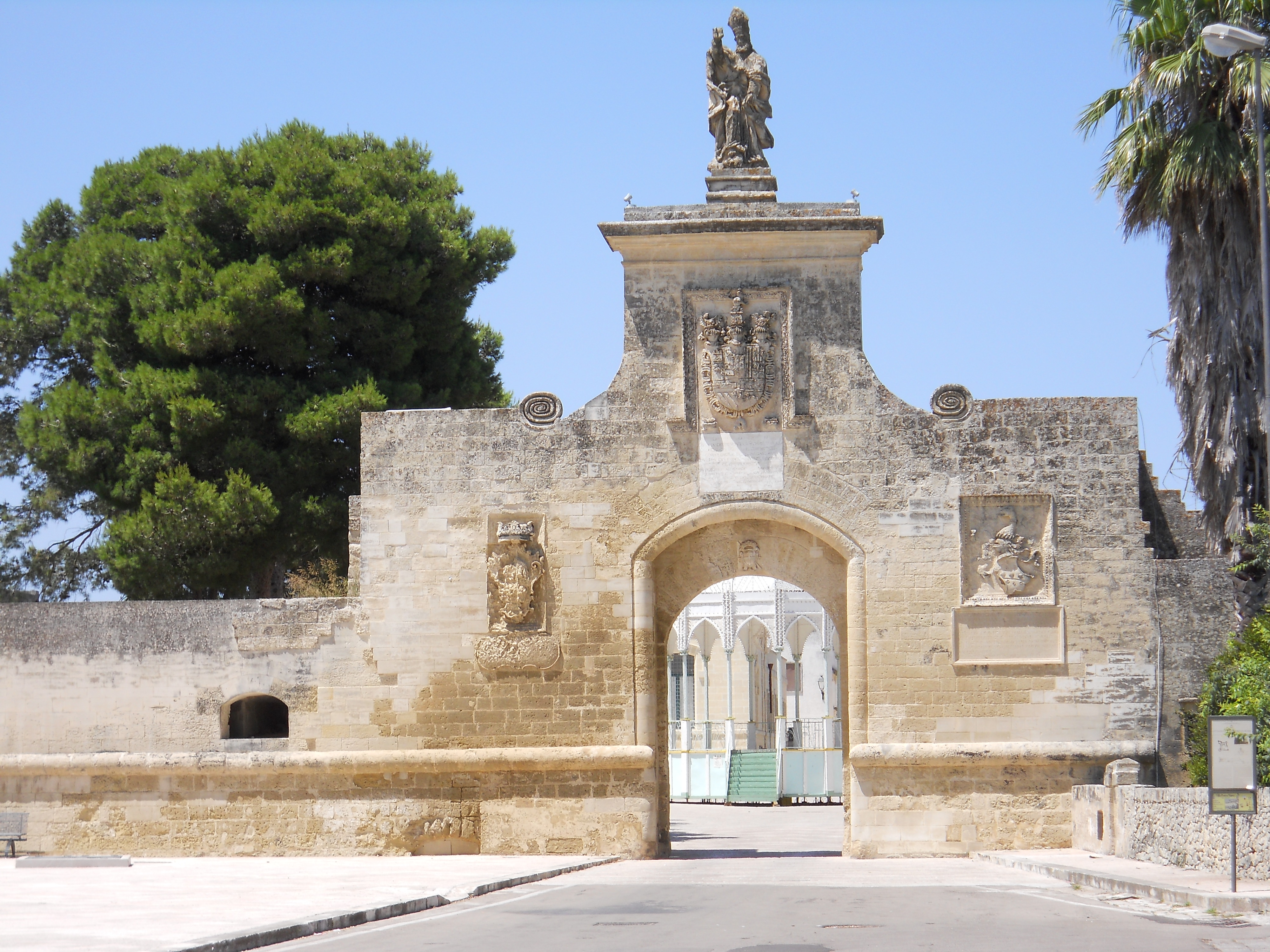
Poort van Acaya